# Verein für Rasensport Wormatia 08 Worms
El VfR Wormatia 08 Worms, nom complet, Verein für Rasensport Wormatia 08 Worms e. V., és un club de futbol alemany de la ciutat de Worms, a Renània-Palatinat.
El tradicional club va jugar principalment a la primera divisió fins al 1963 i va ser un dels membres fundadors de la 2. Bundesliga en 1974.

## Palmarès
- Sense títols destacats